# Most Kamieniarski
Most Kamieniarski (niem. Steinhauerbrücke) – most w Gdańsku na rzece Motławie, nad Kanałem na Stępce, zwany również Czerwonym i Szafarskim. Łączy wyspę Ołowianka z ul. Szafarnia. Swoją nazwę zawdzięcza gdańskiemu cechowi kamieniarzy.
Most jest najbliższym połączeniem kołowym Ołowianki od strony Głównego Miasta. Pozstałe połączenia lądowe z Ołowianką umożliwiają dawny most kolejowy i zwodzona kładka dla pieszych. Połączenie wodne umożliwia prom pasażerski Motława.

## Historia
Most został zbudowany po przekopaniu w 1576 roku Kanału na Stępce. Na planach miasta widnieje od 1617 roku. Do około 1843 roku był zwodzony. Nazwa istnieje od XVIII wieku, pochodzi od warsztatów kamieniarzy zlokalizowanych na nabrzeżu Szafarni. Został przebudowany na murowany w końcu XIX wieku, a obecny wygląd uzyskał w 1930 roku.